# Accipiter hiogaster
Accipiter hiogaster е вид птица от семейство Ястребови (Accipitridae). Видът е незастрашен от изчезване.

## Разпространение
Разпространен е в Индонезия, Папуа-Нова Гвинея и Соломоновите острови.